# Distretto del Nickerie
Nickerie è uno dei 10 distretti del Suriname con 34 241 abitanti al censimento 2012.
Situato all'estremo occidentale del paese confina a est con il distretto di Coronie, a sud con quello di Sipaliwini e a ovest con la Guyana dalla quale lo separa il fiume Corentyne.
Capoluogo del distretto è la città di Nieuw Nickerie, seconda città più popolosa dello stato dopo la capitale Paramaribo.
Una porzione piuttosto vasta del distretto è rivendicata dalla Guyana.
Le attività economiche prevalenti sono legate all'agricoltura, in particolare la coltivazione di riso nella zona di Wageningen.

## Geografia antropica

### Suddivisioni amministrative

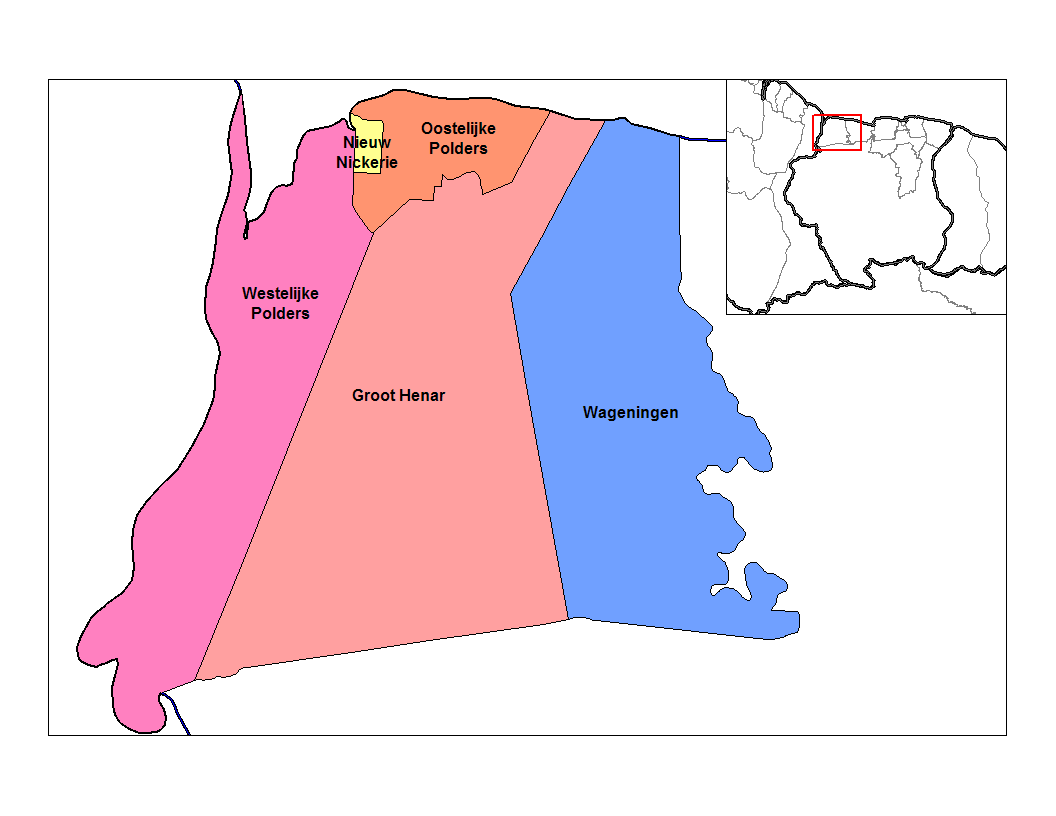
Comuni del distretto di Nickerie

Il distretto di Nickerie è diviso in 5 comuni (ressorten):
- Groot Henar
- Nieuw Nickerie
- Oostelijke Polders
- Wageningen
- Westelijke Polders